# Charlevoix, Michigan
Charlevoix (conform AFI,  |ˈ|ʃ|ɑr|l|ə|v|ɔɪ ) este o localitate, municipalitate și sediul comitatului omonim, Charlevoix, din statul Michigan, Statele Unite ale Americii.
1. ↑  2010 U.S. Gazetteer Files, accesat în 9 iulie 2020